# فرامرز نوذری‌بقا
فرامرز نوذری‌بقا سرلشکر نیروی زمینی ارتش در دوران پهلوی، فرمانده لشکر سیستان، فرماندار نظامی شمیرانات در هنگام انقلاب بود. او در ۲۶ مرداد ۵۹ به اتهام دست داشتن در قتل کامران نجات‌اللهی به همراه شمس‌الدین مفیدی وزیر علوم و آموزش عالی کابینه ازهاری، حسن شاه بیکی سرهنگ بازنشسته و ابوالحسن گلنان افسر بازنشسته محاکمه شد.